# Список кардиналов, возведённых папой римским Франциском

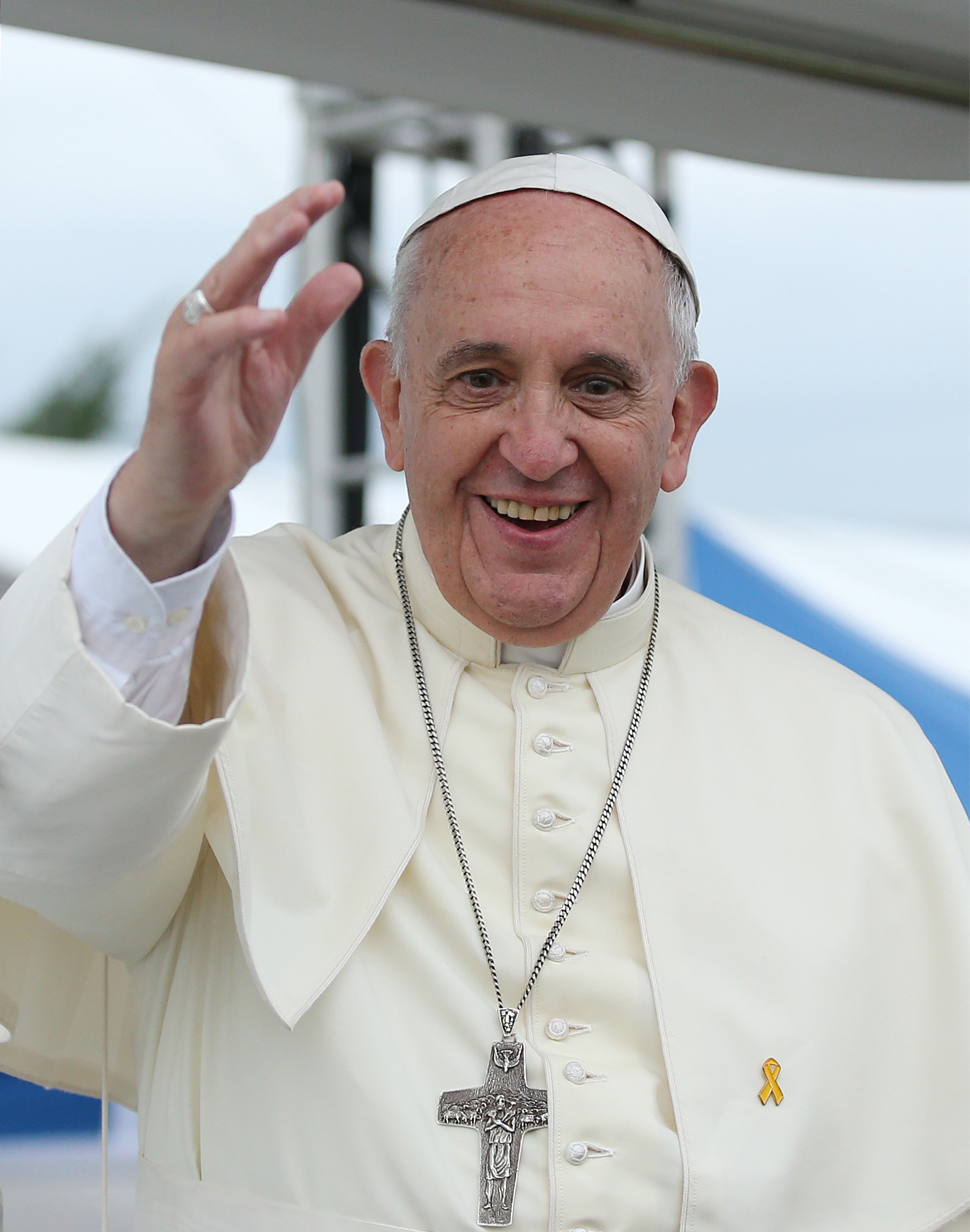
Папа Франциск

Кардиналы, возведённые Папой римским Франциском — 163 прелата были возведены в сан кардинала на десяти консисториях за двенадцатилетний понтификат Франциска. Из них 106 — кардиналы-выборщики и имеют право голосовать на конклаве.
О первой консистории было объявлено в конце октября 2013 года.
11 декабря 2014 года, Святой Престол объявил, что будут созданы новые кардиналы на консистории от 14 февраля 2015 года.
9 октября 2016 года, Святой Престол объявил, что будут созданы новые кардиналы на консистории от 19 ноября 2016 года.
21 мая 2017 года, Святой Престол объявил, что будут созданы новые кардиналы на консистории от 28 июня 2017 года.
20 мая 2018 года, Святой Престол объявил, что будут созданы новые кардиналы на консистории от 29 июня 2018 года Позднее дата была изменена на 28 июня..
1 сентября 2019 года, Святой Престол объявил, что будут созданы новые кардиналы на консистории от 5 октября 2019 года.
25 октября 2020 года, Святой Престол объявил, что будут созданы новые кардиналы на консистории от 28 ноября 2020 года.
29 мая 2022 года, Святой Престол объявил, что будут созданы новые кардиналы на консистории от 27 августа 2022 года.
9 июля 2023 года, Святой Престол объявил, что будут созданы новые кардиналы на консистории от 30 сентября 2023 года.
6 октября 2024 года, Святой Престол объявил, что будут созданы новые кардиналы на консистории от 8 декабря 2024 года. Позднее дата была изменена на 7 декабря..
Самыми большими консисториями, была Консистории от 30 сентября 2023 года и 7 декабря 2024 года, на которых было назначено по двадцать одному кардиналу.
На данный момент (7 августа 2025 года) в живых остаются 147 кардиналов, назначенных Франциском.

## Консистория22 февраля2014 года
1. Пьетро Паролин, государственный секретарь Святого Престола (Италия);
2. Лоренцо Бальдиссери, генеральный секретарь синода епископов (Италия);
3. Герхард Людвиг Мюллер, префект Конгрегации доктрины веры, председатель Папской Библейской Комиссии и Папской Комиссии Ecclesia Dei (Германия);
4. Беньямино Стелла, префект Конгрегации по делам духовенства (Италия);
5. Винсент Джерард Николс, архиепископ Вестминстера (Великобритания);
6. Леопольдо Хосе Бренес Солорсано, архиепископ Манагуа (Никарагуа);
7. Жеральд Сиприен Лакруа, I.S.P.X., архиепископ Квебека (Канада);
8. Жан-Пьер Кутва, архиепископ Абиджана (Кот-д’Ивуар);
9. Орани Жуан Темпеста, O. Cist., архиепископ Сан-Себастьян-до-Рио-де-Жанейро (Бразилия);
10. Гуальтьеро Бассетти, архиепископ Перуджи-Читта-делла-Пьеве (Италия);
11. Марио Аурелио Поли, архиепископ Буэнос-Айреса (Аргентина);
12. Андрей Ём Су Чжун, архиепископ Сеула (Южная Корея);
13. Рикардо Эссати Андрельо, S.D.B., архиепископ Сантьяго (Чили);
14. Филипп Накеллентуба Уэдраого, архиепископ Уагадугу (Буркина-Фасо);
15. Орландо Бельтран Кеведо, O.M.I., архиепископ Котабато (Филиппины);
16. Шибли Ланглуа, епископ Ле-Ке (Республика Гаити);
17. Лорис Франческо Каповилла, титулярный архиепископ Меззембрии, бывший прелат Лорето и папский делегат к Лоретанскому святилищу (Италия);
18. Фернандо Себастьян Агилар, C.M.F., бывший архиепископ Памплоны и Туделы (Испания);
19. Келвин Эдуард Феликс, бывший архиепископ Кастри (Сент-Люсия).

## Консистория14 февраля2015 года
1. Доминик Мамберти, титулярный архиепископ Сагоны, префект Верховного Трибунала Апостольской Сигнатуры (Франция);
2. Мануэл Жозе Клементи, патриарх Лиссабона (Португалия);
3. Бырханэйэсус Дэмрэв Сурафел, C.M., архиепископ Аддис-Абебы (Эфиопия);
4. Джон Дью, архиепископ Веллингтона (Новая Зеландия);
5. Эдоардо Меникелли, архиепископ Анкона-Озимо (Италия);
6. Пётр Нгуен Ван Нён, архиепископ Ханоя (Вьетнам);
7. Альберто Суарес Инда, архиепископ Морелии (Мексика);
8. Чарльз Маунг Бо, S.D.B., архиепископ Янгона (Мьянма);
9. Франциск Ксаверий Криенгсак Ковитванит, архиепископ Бангкока (Таиланд);
10. Франческо Монтенегро, архиепископ Агридженто (Италия);
11. Даниэль Фернандо Стурла Беруэ, S.D.B., архиепископ Монтевидео (Уругвай);
12. Рикардо Бласкес Перес, архиепископ Вальядолида (Испания);
13. Хосе Луис Лакунса Маэстрохуан, O.A.R., епископ Давида (Панама);
14. Арлинду Гомеш Фуртаду, епископ Сантьягу (Кабо-Верде);
15. Соане Патита Паини Мафи, епископ Тонги (Тонга);
16. Хосе де Хесус Пимьенто Родригес, бывший архиепископ Манисалеса (Колумбия);
17. Луиджи Де Маджистрис, титулярный архиепископ Новы, бывший про-великий пенитенциарий (Италия);
18. Карл Йозеф Раубер, титулярный архиепископ Джубальцианы, бывший апостольский нунций (Германия);
19. Луис Эктор Вильяльба, бывший архиепископ Тукумана (Аргентина);
20. Жулиу Дуарте Ланга, бывший епископ Шаи-Шаи (Мозамбик).

## Консистория19 ноября2016 года
1. Марио Дзенари, титулярный архиепископ Юлии Карникумской и апостольский нунций в Сирии (Италия);
2. Дьёдонне Нзапалаинга, C.S.Sp., архиепископ Банги (Центральноафриканская Республика);
3. Карлос Осора Сьерра, архиепископ Мадрида (Испания);
4. Сержиу да Роша, архиепископ Бразилиа (Бразилия);
5. Блейз Джозеф Супич, архиепископ Чикаго (США);
6. Патрик Д’Росарио, C.S.C., архиепископ Дакки (Бангладеш);
7. Бальтасар Энрике Поррас Кардосо, архиепископ Мериды (Венесуэла);
8. Жозеф Де Кесель, архиепископ Мехелена-Брюсселя (Бельгия);
9. Морис Пья, C.S.Sp., епископ Порт-Луи (Маврикий);
10. Кевин Фаррелл, префект Дикастерии по делам мирян, семьи и жизни (США);
11. Карлос Агиар Ретес, архиепископ Тлальнепантлы (Мексика);
12. Джон Рибат, M.S.C., архиепископ Порт-Морсби (Папуа — Новая Гвинея);
13. Джозеф Уильям Тобин, C.SS.R., архиепископ Ньюарка (США);
14. Антоний Сотер Фернандес, бывший архиепископ Куала-Лумпура (Малайзия);
15. Ренато Корти, бывший епископ Новары (Италия);
16. Себастьян Кото Хораи, O.M.I., бывший епископ Мохалес-Хука (Лесото);
17. Эрнест Симони (Албания).

## Консистория28 июня2017 года
1. Жан Зербо, архиепископ Бамако (Мали);
2. Хуан Хосе Омелья-и-Омелья, архиепископ Барселоны (Испания);
3. Андерс Арборелиус, кармелит, епископ Стокгольма (Швеция);
4. Луи-Мари Линг Мангкханекхоун, апостольский викарий Паксе (Лаос);
5. Грегорио Роса Чавес, вспомогательный епископ архиепархии Сан-Сальвадора (Сальвадор).

## Консистория28 июня2018 года
1. Луис Рафаэль I Сако, патриарх Вавилона Халдейского и архиепископ Багдадский (Ирак);
2. Луис Ладария Феррер, префект Конгрегации доктрины веры, председатель Папской Библейской Комиссии и Папской Комиссии Ecclesia Dei (Испания);
3. Анджело Де Донатис, генеральный викарий Рима (Италия);
4. Джованни Анджело Беччу, заместитель государственного секретаря Святого Престола по общим делам (Италия);
5. Конрад Краевский, великий элемозинарий (Польша);
6. Джозеф Куттс, архиепископ Карачи (Пакистан);
7. Антониу Аугусту душ Сантуш Марту, епископ Лейрия-Фатимы (Португалия);
8. Педро Рикардо Баррето Химено, архиепископ Уанкайо (Перу);
9. Дезире Царахазана, архиепископ Туамасины (Мадагаскар);
10. Джузеппе Петрокки, архиепископ Л’Акуилы (Италия);
11. Томас Акино Манъё Маэда, архиепископ Осаки (Япония);
12. Серхио Обесо Ривера, бывший архиепископ Халапы (Мексика);
13. Торибио Тикона Порко, бывший территориальный прелат Корокоро (Боливия);
14. Акилино Бокос Мерино, C.M.F. (Испания).

## Консистория5 октября2019 года
1. Мигель Анхель Аюсо Гихот, MCCJ, председатель Папского Совета по межрелигиозному диалогу (Испания);
2. Жозе Толентину Мендонса, библиотекарь и архивариус Римской Церкви (Португалия);
3. Игнатий Сухарио Харджоатмоджо, архиепископ Джакарты (Индонезия);
4. Хуан де ла Каридад Гарсия Родригес, архиепископ Гаваны (Куба);
5. Фридолин Амбонго Безунгу, архиепископ Киншасы (Демократическая Республика Конго);
6. Жан-Клод Холлериш, иезуит, архиепископ Люксембурга (Люксембург);
7. Альваро Леонель Рамассини Имери, епископ Уэуэтенанго (Гватемала);
8. Маттео Мария Дзуппи, архиепископ Болоньи (Италия);
9. Кристобаль Лопес Ромеро, салезианец, архиепископ Рабата (Марокко);
10. Майкл Черни, иезуит, заместитель секретаря Секции по делам мигрантов Дикастерии по содействию целостному человеческому развитию (Канада);
11. Майкл Фицджеральд, титулярный архиепископ Непте, бывший апостольский нунций (Великобритания);
12. Сигитас Тамкявичус, S.I., бывший архиепископ Каунаса (Литва);
13. Эудженио Даль Корсо P.S.D.P., бывший епископ Бенгелы (Ангола).

## Консистория28 ноября2020 года
1. Марио Грек, генеральный секретарь синода епископов (Мальта);
2. Марчелло Семераро, префект Конгрегации по канонизации Святых (Италия);
3. Антуан Камбанда, архиепископ Кигали (Руанда);
4. Уилтон Дэниэл Грегори, архиепископ Вашингтона (США);
5. Хосе Фуэрте Адвинкула, архиепископ Каписа (Филиппины);
6. Селестино Аос Брако, O.F.M. Cap., архиепископ Сантьяго (Чили);
7. Корнелиус Сим, титулярный епископ Путии Нумидийской и апостольский викарий Брунея (Бруней);
8. Аугусто Паоло Лоюдиче, архиепископ Сиена-Колле-ди-Валь-д’Эльса-Монтальчино (Италия);
9. Мауро Гамбетти, O.F.M. Conv., генеральный кустод монастыря Сакро-Конвенто (Италия);
10. Фелипе Арисменди Эскивель, бывший епископ Сан-Кристобаль-де-лас-Касаса (Мексика);
11. Сильвано Мария Томази, титулярный архиепископ Азоло, бывший апостольский нунций (Италия);
12. Раньеро Канталамесса, O.F.M. Cap., проповедник Папского Дома (Италия);
13. Энрико Ферочи, священник прихода церкви Богородицы Божественной Любви (Италия).

## Консистория27 августа2022 года
1. Артур Роше, префект Конгрегации богослужения и дисциплины таинств (Великобритания);
2. Лазарус Ю Хын Сик, префект Конгрегации по делам духовенства (Южная Корея);
3. Фернандо Вергес Альсага, L.C., Председатель Папской Комиссии по делам государства-града Ватикана (Испания);
4. Жан-Марк Авелин, архиепископ Марселя (Франция);
5. Питер Эбере Окпалеке, епископ Эквулобии (Нигерия);
6. Леонардо Ульрич Стайнер, O.F.M., архиепископ Манауса (Бразилия);
7. Филипе Нери Антониу Себастьян ду Розариу Ферран, архиепископ Гоа и Дамана и титулярный патриарх Восточной Индии (Индия);
8. Роберт Уолтер Макэлрой, епископ Сан-Диего (США);
9. Виржилиу ду Карму да Силва, S.D.B., архиепископ Дили (Восточный Тимор);
10. Оскар Кантони, епископ Комо (Италия);
11. Энтони Пула, архиепископ Хайдарабада (Индия);
12. Паулу Сезар Кошта, архиепископ Бразилиа (Бразилия);
13. Ричард Кууя Баавобр, M. Afr., епископ Ва (Гана);
14. Уильям Го Сен Че, архиепископ Сингапура (Сингапур);
15. Адальберто Мартинес Флорес, архиепископ Асунсьона (Парагвай);
16. Джорджо Маренго, I.M.C., апостольский префект Улан-Батора (Монголия);
17. Хорхе Энрике Хименес Карвахаль, бывший архиепископ Картахены (Колумбия);
18. Арриго Мильо, бывший архиепископ Кальяри (Италия);
19. Джанфранко Гирланда, S.I., профессор теологии (Италия);
20. Фортунато Фрецца, каноник собора Святого Петра (Италия).

### Отказ от кардинальского достоинства
29 мая 2022 года Папа Франциск объявил о возведении в кардиналы епископа Лукаса Ван Лоя с 27 августа 2022 года, однако 16 июня 2022 года, по просьбе Ван Лоя, его назначение было отменено.

## Консистория30 сентября2023 года
1. Роберт Фрэнсис Превост, префект Дикастерии по делам епископов (Перу/США);
2. Клаудио Гуджеротти, префект Дикастерии по делам восточных церквей (Италия);
3. Виктор Мануэль Фернандес, префект Дикастерии доктрины веры (Аргентина);
4. Эмиль-Поль Шерриг, апостольский нунций в Италии (Швейцария);
5. Кристоф Пьер, апостольский нунций в США (Франция);
6. Пьербаттиста Пиццабалла, латинский патриарх Иерусалима (Израиль);
7. Стивен Бризлин, архиепископ Кейптауна (ЮАР);
8. Анхель Сиксто Росси, S.I., архиепископ Кордовы (Аргентина);
9. Луис Хосе Руэда Апарисио, архиепископ Боготы (Колумбия);
10. Гжегож Рысь, архиепископ Лодзи (Польша);
11. Стивен Амею Мартин Мулла, архиепископ Джубы (Южный Судан);
12. Хосе Кобо Кано, архиепископ Мадрида (Испания);
13. Протасе Ругамбва, коадъютор архиепископа Таборы (Танзания);
14. Себастьян Фрэнсис, епископ Пинанга (Малайзия);
15. Стефан Чжоу Шоужэнь, S.I., епископ Гонконга (Китай);
16. Франсуа-Ксавье Бустильо, O.F.M. Conv., епископ Аяччо (Франция);
17. Америку Мануэл Алвеш Агиар, вспомогательный епископ патриархата Лиссабона (Португалия);
18. Анхель Фернандес Артиме, S.D.B., великий ректор салезианцев (Испания);
19. Агостино Маркетто, титулярный архиепископ Астиги, бывший апостольский нунций (Италия);
20. Диего Рафаэль Падрон Санчес, бывший архиепископ Куманы (Венесуэла);
21. Луис Паскуаль Дри, O.F.M. Cap., исповедник в святилище Богоматери Помпеи в Буэнос-Айресе (Аргентина).

## Консистория7 декабря2024 года
1. Анджело Ачерби, апостольский нунций (Италия);
2. Карлос Густаво Кастильо Маттасоглио, архиепископ Лимы (Перу);
3. Висенте Бокалич Иглич, C.M., архиепископ Сантьяго-дель-Эстеро, примас Аргентины (Аргентина);
4. Луис Херардо Кабрера Эррера, O.F.M., архиепископ Гуаякиля (Эквадор);
5. Фернандо Наталио Чомали Гариб, архиепископ Сантьяго (Чили);
6. Тарцизий Исао Кикути, S.V.D., архиепископ Токио (Япония);
7. Пабло Вирхилио Сионгко Давид, епископ Калукана (Филиппины);
8. Ласло Немет, S.V.D., архиепископ Белграда (Сербия);
9. Жайме Спенглер, O.F.M., архиепископ Порту-Алегри (Бразилия);
10. Иньяс Бесси Догбо, архиепископ Абиджана (Кот-д’Ивуар);
11. Жан-Поль Веско, O.P., архиепископ Алжира (Алжир);
12. Доминик Жозеф Матьё, O.F.M. Conv., архиепископ Тегерана-Исфахана (Иран);
13. Роберто Реполе, архиепископ Турина (Италия);
14. Бальдассаре Рейна, генеральный викарий Рима (Италия);
15. Франк Лео, архиепископ Торонто (Канада);
16. Роландас Макрицкас, коадъютор архипресвитера базилики Санта-Мария-Маджоре (Литва);
17. Николай Бычок, C.Ss.R, епископ Святых Петра и Павла в Мельбурне УГКЦ (Австралия);
18. Тимоти Питер Джозеф Рэдклифф, O.P., теолог (Великобритания);
19. Фабио Баджо, C.S., заместитель секретаря Дикастерии по содействию целостному человеческому развитию (Италия);
20. Джордж Джейкоб Кувакад, официал государственного секретариата Ватикана, ответственный за папские поездки (Индия);
21. Доменико Батталья, архиепископ Неаполя (Италия).

### Отказ от кардинальского достоинства
22 октября 2024 года Пресс-служба Святого Престола объявила, что Папа Франциск удовлетворил просьбу епископа Шюкура не возводить его в сан кардинала.

### Добавление кандидатуры нового кардинала
4 ноября 2024 года Пресс-служба Святого Престола объявила, что Папа Франциск включил в число новых кардиналов, которые будут созданы на консистории от 7 декабря 2024 года, архиепископа Неаполя Доменико Батталью..